# 後門灣
77°34′S 166°12′E / 77.567°S 166.200°E
後門灣是南極洲的海灣，位於羅斯島西部，處於羅德斯角東部，該海灣由歐內斯特·沙克爾頓率領的探險隊命名，現時由南極條約體系管理。